# Martna (Landgemeinde)
Martna (deutsch: Sankt Martens) ist eine ehemalige Landgemeinde im estnischen Kreis Lääne mit einer Fläche von 269 km². Sie hatte 996 Einwohner (Stand: 1. Januar 2006).  2017 wurde Martna Teil der vergrößerten Landgemeinde Lääne-Nigula.

## Dörfer
Martna lag 25 km von Haapsalu entfernt. Neben dem Hauptort Martna gehörten zur Landgemeinde die Dörfer Allikotsa, Ehmja, Enivere, Jõesse, Kaare, Kaasiku, Kabeli, Kasari, Keravere, Keskküla, Keskvere, Kesu, Kirna, Kokre, Kuluse, Kurevere, Laiküla, Liivaküla, Männiku, Niinja, Nõmme, Ohtla, Oonga, Putkaste, Rannajõe, Rõude, Soo-otsa, Suure-Lähtru, Tammiku, Tuka, Uusküla, Vanaküla und Väike-Lähtru.

## Sehenswürdigkeiten
Ein Teil des Gemeindegebiets gehörte zum Nationalpark Matsalu (5100 ha), der 1957 ins Leben gerufen wurde. Er ist bekannt für seinen Vogelreichtum von 175 einheimischen Arten und seiner Küstenlandschaft mit seltenen Tieren und Pflanzen. Daneben existierte das 1997 geschaffene Naturschutzgebiet von Marimetsa mit seinen Mooren.